# John Crocker
John Crocker (ur. 4 stycznia 1896 w Lewisham, zm. 9 marca 1963 w Londynie) – brytyjski wojskowy, generał broni, dowódca korpusu British Army.

## Kariera wojskowa
Crocker zaciągnął się do British Army po wybuchu I wojny światowej. Służył jako szeregowy w regimencie ochotników Artists Rifles. Następnie przeszedł kurs oficerski i został jako oficer przeniesiony do Machine Gun Corps (MGC). Podczas walk służył w 59 Dywizji Piechoty. Za swoje osiągnięcia został odznaczony Orderem Wybitnej Służby i Krzyżem Wojskowym.
Po zakończeniu wojny rozpoczął pracę jako adwokat, jednak bardzo szybko postanowił powrócić do służby wojskowej. Przez krótki czas służył w piechocie w Middlesex Regiment, a następnie zaczął się specjalizować w działaniach broni pancernej na polu walki. W 1923 wstąpił do Royal Tank Regiment, zdobywając doświadczenie polowe i sztabowe. W 1939 był oficerem w Południowym Dowództwie.
Podczas II wojny światowej Crocker został oddelegowany w kwietniu 1940 do dowództwa 3 Brygady Pancernej. W trakcie bitwy o Francję jego brygada została praktycznie unicestwiona. Gdy Crocker wylądował w Cherbourgu, resztki jego brygady wycofywały się do Dunkierki. Objął nad nią dowództwo, uczestnicząc w bezskutecznych kontratakach nad rzeką Sommą, a następnie wycofał ostatnich 13 czołgów do Cherbourgu, skąd ewakuowano je do Wielkiej Brytanii. Po powrocie Crocker objął we wrześniu 1940 dowództwo 6 Dywizji Pancernej. W 1943 został wysłany do Tunezji, gdzie uczestniczył w przygotowaniach do rozpoczęcia kompanii przeciwko wojskom niemieckim. W trakcie jednego ze szkoleń został ranny i nie wziął udziału w dalszych walkach w Afryce Północnej. Po powrocie do służby objął w sierpniu 1943 dowództwo I Korpusu. Podczas operacji Overlord dowodził lądowaniem wojsk na dwóch plażach (Juno i Sword), a następnie przystąpił do bitwy o Caen i operacji Charnwood. Ponieważ marszałek Bernard Law Montgomery utracił do niego zaufanie, został odwołany z dowództwa korpusu. W międzyczasie, w walkach toczonych w Holandii w dniu 20 października 1944 zginął jego syn, Wilfrid Crocker. Miało to duży wpływ na psychikę Crockera, i było jednym z czynników wpływających na czasowe odsunięcie go od dowodzenia.
W 1945 został komendantem Południowego Dowództwa, a w 1947 objął dowództwo nad brytyjskimi wojskami lądowymi na Bliskim Wschodzie. W 1949 Montgomery wskazał Crockera jako dobrego kandydata na Szefa Sztabu Generalnego. Z tego powodu w 1950 został adiutantem Szefa Sztabu Generalnego, jednak premier Clement Richard Attlee sprzeciwił się jego dalszemu awansowaniu. W 1953 Crocker odszedł na emeryturę i zajął się pisaniem podręczników szkoleniowych dla brytyjskich wojsk pancernych.

## Odznaczenia
- Order Wybitnej Służby
- Krzyż Wojskowy
- Order Łaźni
- Order Imperium Brytyjskiego